# Hans Dornbusch
Hans Dornbusch, nome alla nascita Hans Johansson (Göteborg, 15 marzo 1944), è un tenore e insegnante svedese, caratterizzato da un timbro lirico/drammatico.

## Biografia
Dornbusch ha studiato al Conservatorio di musica di Göteborg e all'Accademia dell'opera di Göteborg. Ricevette la borsa di studio Jussi Björling nel 1967 e nel 1968 fu impegnato come solista al Teatro Reale di Stoccolma, dove è apparso in ruoli come Otello, Calaf, Erik ne L'olandese volante, Macduff, Pinkerton. È apparso nel 1975 come una delle guardie nella versione cinematografica di Ingmar Bergman de Il flauto magico. Una registrazione dei Carmina Burana di Carl Orff è disponibile con Dornbusch nel ruolo del cigno.
Dopo 25 anni come solista all'Opera, è stato ingaggiato per il musical di Andrew Lloyd Webber The Phantom of the Opera all'Oscars Theatre di Stoccolma, nel ruolo di Piangi, e in seguito è apparso nello stesso ruolo anche in Svizzera, Gran Bretagna e Danimarca. È anche attivo come insegnante di canto e dal 1995 vive a Basilea, in Svizzera. Ha due figlie, la clarinettista Karin Dornbusch e il mezzosoprano Åsa Dornbusch. Sua moglie, Kerstin Dornbusch, è la figlia del direttore d'orchestra e pianista Gerhard Dornbusch.

## Ruoli selezionati
- Otello in Otello (Giuseppe Verdi)
- Calaf in Turandot (Giacomo Puccini)
- Erik in L'olandese volante (Richard Wagner)
- Macduff in Macbeth (Giuseppe Verdi)
- Pinkerton in Madama Butterfly (Giacomo Puccini)
- Ubaldo Piangi in The Phantom of the Opera (Andrew Lloyd Webber)

## Discografia
- Carmina Burana di Carl Orff (BIS Records)[1]

## Filmografia
- Il flauto magico (Mozart) Regia: Ingmar Bergman (1975)[1]